# Ефремовская ТЭЦ
Ефремовская ТЭЦ — теплоэлектроцентраль, расположенная в городе Ефремов Тульской области, является производственным подразделением филиала ПАО «Квадра» — «Центральная генерация». Установленная электрическая мощность ТЭЦ составляет 135 МВт, тепловая — 436 Гкал/ч. Численность сотрудников — 207 человек.

## История
Строительство ТЭЦ велось одновременно со строительством местного завода синтетического каучука в 1931 году. Станция была введена в эксплуатацию в 1933 году.
20 марта 1933 года, после ввода в эксплуатацию турбогенератора мощностью 7,5 МВт, Ефремовская ТЭЦ дала первый ток. В 1935—1939 годах на станции были смонтированы три котла общей паропроизводительностью 90 тонн пара в час. К началу Великой Отечественной войны в Ефремове работали 6 котлов суммарной паропроизводительностью 160 тонн в час и 2 генератора общей мощностью 11,5 МВт.
Осенью 1941 года Ефремовская ТЭЦ была эвакуирована в Красноярск. Затем повторно эвакуировалась на Урал, где оборудование станции использовалось на Чкаловской ТЭЦ (ныне Оренбургской котельной). Восстановлена станция была 27 февраля 1945 года, когда смонтированные агрегаты заработали на полную мощность.
1 марта 1961 года, по окончании строительства ВЛ 110 кВ, Ефремовская ТЭЦ была закольцована в энергетическую систему СССР. В начале 1960-х годов Ефремовскую ТЭЦ вывели из подчинения завода синтетического каучука, передав в ведение управления «Тулэнерго».
В сентябре 1962 года было принято решение о расширении Ефремовской ТЭЦ. Строительство второй очереди её мощностей началось в 1963 году. В результате был запущены новые котлы и турбины, а в 1965 году введены в эксплуатацию два водогрейных котла.
В 1970-е годы продолжилась работа по совершенствованию оборудования ТЭЦ. Был разработан проект третьей очереди её расширения, в соответствии с которым ввели в эксплуатацию дополнительные котлы и турбину, пустили новую химводоочистку с обессоливающей установкой, реконструировали открытую распределительную подстанцию, соорудили 180-метровую дымовую трубу.
В 1980-е годы для улучшения экологической обстановки в Ефремове на всех котлоагрегатах станции была проведена реконструкция горелочных устройств с целью уменьшения выбросов в атмосферу окислов азота.
Сегодня Ефремовская ТЭЦ обеспечивает теплоснабжение практически всех объектов промышленности (среди них — ОАО «Ефремовский завод СК», ООО «Каргилл», ЗАО «Зернопродукт», ОАО «Ядрица», ООО «Кинг-Лион-Тула») и ЖКХ города с численностью населения почти 40 тысяч человек. Установленная электрическая мощность ТЭЦ составляет 160 МВт, тепловая — 520 Гкал/ч. Численность сотрудников — более 200 человек.

## Перечень основного оборудования
| Агрегат                              | Тип         | Изготовитель                      | Количество | Ввод в эксплуатацию | Основные характеристики | Основные характеристики | Источники |
| Агрегат                              | Тип         | Изготовитель                      | Количество | Ввод в эксплуатацию | Параметр                | Значение                | Источники |
| ------------------------------------ | ----------- | --------------------------------- | ---------- | ------------------- | ----------------------- | ----------------------- | --------- |
| Оборудование паротурбинных установок |             |                                   |            |                     |                         |                         |           |
| Паровой котёл                        | БКЗ-160-100 | Барнаульский котельный завод      | 5          | 1964—1976           | Топливо                 | газ, мазут              | [ 2 ]     |
| Паровой котёл                        | БКЗ-160-100 | Барнаульский котельный завод      | 5          | 1964—1976           | Производительность      | 160 т/ч                 | [ 2 ]     |
| Паровой котёл                        | БКЗ-160-100 | Барнаульский котельный завод      | 5          | 1964—1976           | Параметры пара          | 100 кгс/см2, 540 °С     | [ 2 ]     |
| Паровой котёл                        | БКЗ-320-140 | Барнаульский котельный завод      | 2          | 1980—1983           | Топливо                 | газ, мазут              | [ 2 ]     |
| Паровой котёл                        | БКЗ-320-140 | Барнаульский котельный завод      | 2          | 1980—1983           | Производительность      | 320 т/ч                 | [ 2 ]     |
| Паровой котёл                        | БКЗ-320-140 | Барнаульский котельный завод      | 2          | 1980—1983           | Параметры пара          | 140 кгс/см2, 560 °С     | [ 2 ]     |
| Паровая турбина                      | ПР-25-90/10 | Уральский турбинный завод         | 2          | 1964—1965           | Установленная мощность  | 25 МВт                  | [ 2 ]     |
| Паровая турбина                      | ПР-25-90/10 | Уральский турбинный завод         | 2          | 1964—1965           | Тепловая нагрузка       | 84 Гкал/ч               | [ 2 ]     |
| Паровая турбина                      | ПР-60-90/13 | Ленинградский металлический завод | 1          | 1975                | Установленная мощность  | 60 МВт                  | [ 2 ]     |
| Паровая турбина                      | ПР-60-90/13 | Ленинградский металлический завод | 1          | 1975                | Тепловая нагрузка       | 164 Гкал/ч              | [ 2 ]     |
| Паровая турбина                      | Р-50-130/13 | Ленинградский металлический завод | 1          | 1979                | Установленная мощность  | 50 МВт                  | [ 2 ]     |
| Паровая турбина                      | Р-50-130/13 | Ленинградский металлический завод | 1          | 1979                | Тепловая нагрузка       | 188 Гкал/ч              | [ 2 ]     |